# Glee Sings the Beatles
Glee Sings the Beatles es el decimoquinto álbum de banda sonora por el elenco de la serie de televisión estadounidense Glee. Se hizo disponible para pre-pedido en iTunes el 10 de septiembre de 2013, con la espera que sea lanzado el 24 de septiembre de 2013, dos días antes del estreno de la quinta temporada. El álbum cuenta con catorce canciones grabadas durante los dos primeros episodios de la temporada: «Love Love Love» y «Tina in the Sky with Diamonds».

## Rendimiento comercial
El álbum debutó en el número 38 en el Billboard 200 de los Estados Unidos.

## Lista de canciones
Todas las canciones escritas y compuestas por Lennon–McCartney, excepto 10 & 11 por George Harrison. 
| N.º | Título                                  | Duración |  |
| 1.  | «Yesterday»                             | 2:33     |  |
| 2.  | «Drive My Car»                          | 2:32     |  |
| 3.  | «Got to Get You into My Life»           | 2:29     |  |
| 4.  | «You've Got to Hide Your Love Away»     | 2:43     |  |
| 5.  | «Help!»                                 | 2:18     |  |
| 6.  | «A Hard Day's Night»                    | 2:27     |  |
| 7.  | «I Saw Her Standing There»              | 2:40     |  |
| 8.  | «All You Need Is Love»                  | 3:16     |  |
| 9.  | «Get Back»                              | 2:26     |  |
| 10. | «Here Comes the Sun» (con Demi Lovato)  | 3:00     |  |
| 11. | «Something»                             | 3:01     |  |
| 12. | «Sgt. Pepper's Lonely Hearts Club Band» | 1:54     |  |
| 13. | «Hey Jude»                              | 4:51     |  |
| 14. | «Let It Be»                             | 4:03     |  |

## Posicionamiento en lista
| Gràfica (2013)           | Pico de posición |
| ------------------------ | ---------------- |
| Australian Albums Chart  | 48               |
| Irish Albums Chart       | 92               |
| UK Albums Chart          | 89               |
| US Billboard 200         | 38               |
| US Billboard Soundtracks | 2                |